# Nœud de Carrick
Pour les articles homonymes, voir Carrick.
Le nœud de Carrick est un nœud d'ajut. Il est particulièrement adapté aux cordages très lourds ou aux câbles qui sont trop épais et trop raides pour permettre des nœuds plus communs,. Il se défait facilement, même après avoir supporté une charge importante, et même après être resté un certain temps dans l'eau.

## Nouage
Le nœud de Carrick, deux simples boucles entrelacées, possède  huit croisements caractéristiques.

Les courants arrivent à l'opposé l'un de l'autre, passent successivement au-dessus puis au-dessous des brins qu'ils croisent, alternant à chaque croisement puis sortent du côté opposé l'un de l'autre.

Pour des raisons de solidité et donc de sécurité, les courants doivent impérativement sortir du côté opposé l'un de l'autre et doivent ressortir du nœud largement.

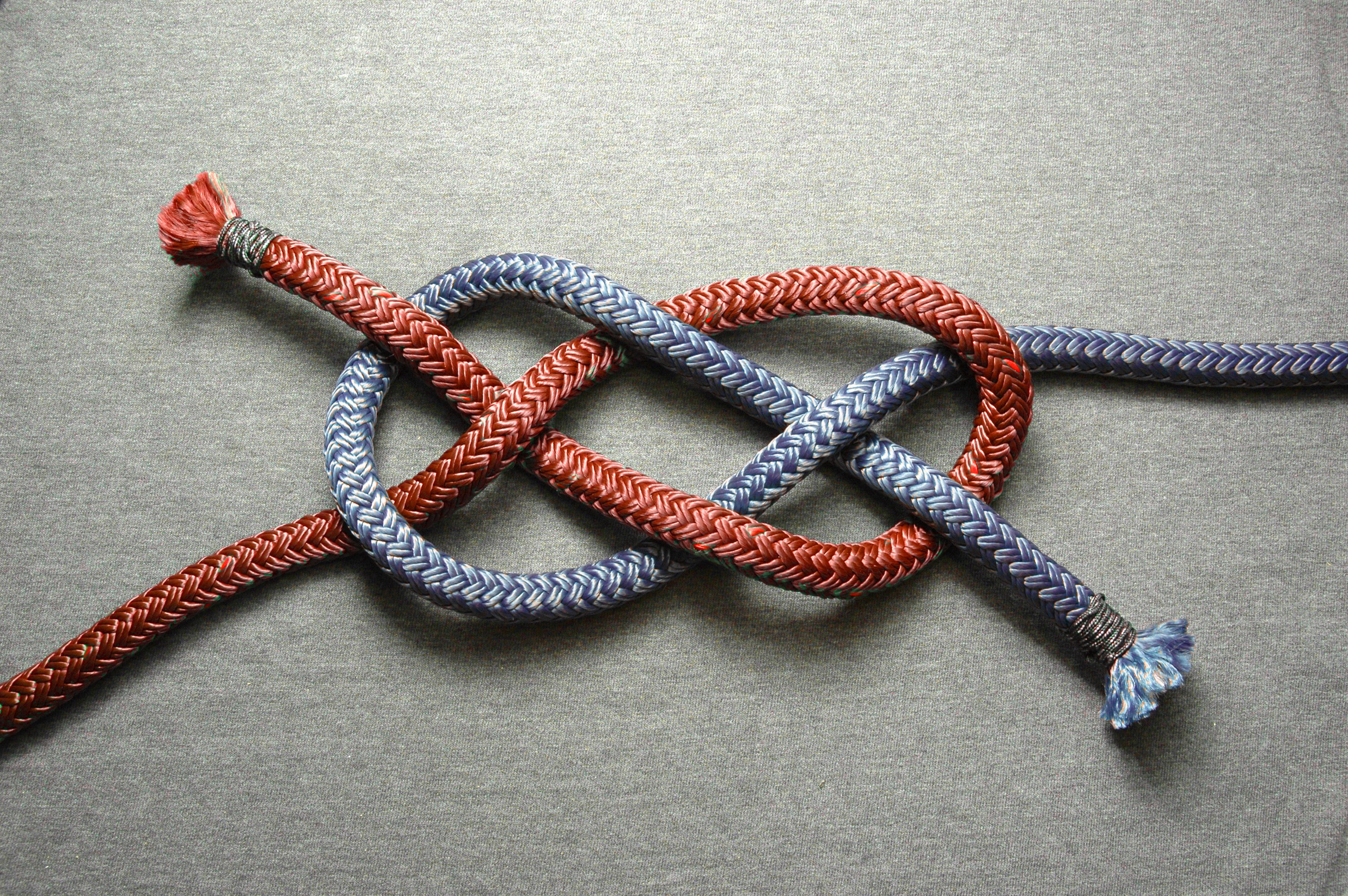
Nœud de Carrick avant serrage

Nœud de Carrick

Le nœud de Carrick est généralement noué à plat. Si on ne rajoute rien, il se renversera dès qu'on le mettra en charge, pour atteindre une forme stable mais plus volumineuse, et moins esthétique.

## Variante
Nœud de Carrick « maintenu »
Afin de rendre le nœud de Carrick plus facile à défaire, particulièrement dans le cas de cordages très épais, les courants peuvent être génopés aux dormants afin d'empêcher le nœud de se retourner. Autre avantage, avec cette technique le nœud conserve un profil plus fin, ce qui lui permet de passer plus facilement un cabestan ou un treuil.

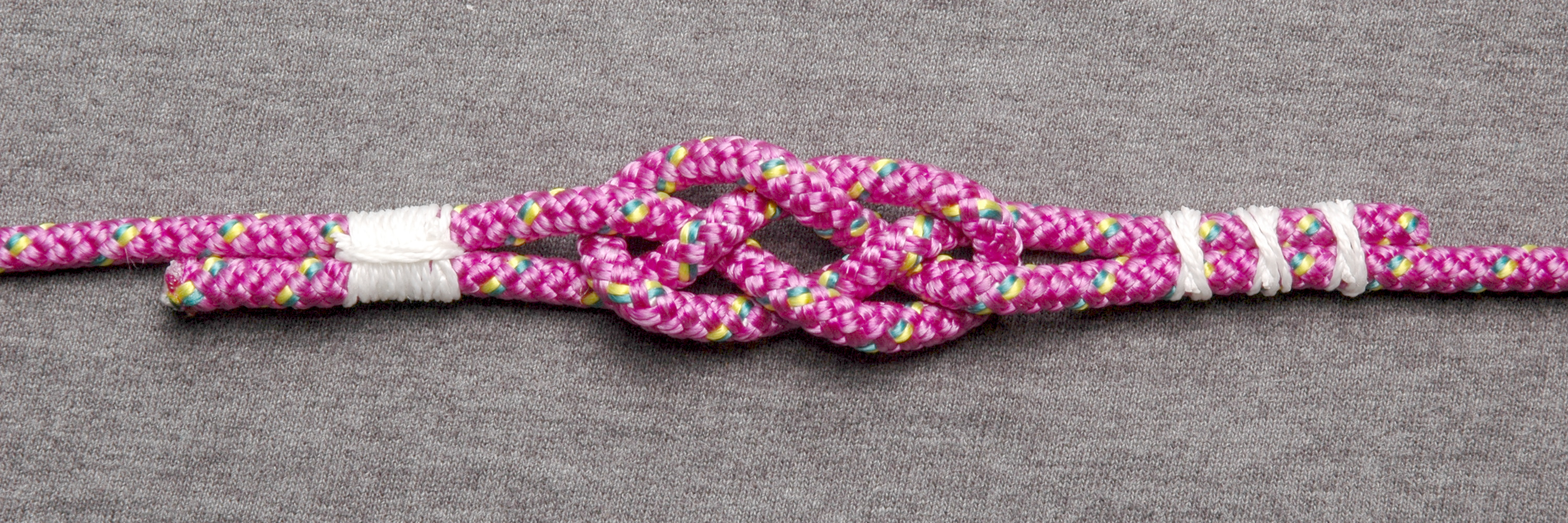
Nœud de Carrick maintenu

## Approximations
Le départ des courants, du même côté ou à l'opposé, ainsi que leur sortie également du même côté ou à l'opposé donne tant de variantes possibles que le nœud de Carrick est quasiment condamné à être noué de façon incorrecte.
Exemple : le nœud de Joséphine, où les courants entrent du même côté puis sortent du même côté. ce nœud n'est absolument pas solide, car les brins glissent. Il est purement esthétique, surtout s'il est doublé.

## Résistance
La forme complète du nœud de Carrick est celle qui offre le plus de sécurité. Toutes les autres formes sont inférieures, et il n'est pas recommandé de les utiliser, du moins dans un but utilitaire. Étant donné les nombreuses variantes possibles du nœud de Carrick, et donc les nombreuses possibilités de se tromper en le nouant, il est recommandé de le vérifier soigneusement à chaque fois qu'il est utilisé.

Bien que le nœud de Carrick ait la réputation de ne pas trop affaiblir le cordage sur lequel il est noué, certains tests ont montré que son efficacité, c’est-à-dire le rapport entre la résistance de la corde avec le nœud et celle de la corde sans le nœud n'était que de 65 %.

## Matelotage
Il est le point de départ de la confection du Nœud de sifflet de bosco ou d'un bonnet turc 4 x 3.

## Origine
L'origine de ce nom remonte au moins avant 1783, année à laquelle il a été utilisé par M. Lescallier dans Vocabulaire des Termes de Marine. Il n'y a pas de certitude quant à l'origine du nœud avant cette époque. Plusieurs explications sont avancées pour le terme « Carrick ». Au château d'Ormonde, à Carrick-sur-Suir (comté de Tipperary, Irlande), il y a de nombreux bas-reliefs moulés pendant le règne d'Élisabeth Ire représentant des nœuds de Carrick. Le nom pourrait aussi venir de  « Carrick Roads », un immense port naturel près de Falmouth, dans les Cornouailles, en Grande-Bretagne. Le nom pourrait aussi être dérivé de la caraque, un bateau médiéval.

## Symbolique
C'est un des symboles du scoutisme mondial.

Le dessin du nœud de "Carrick" et de ses proches se retrouve parfois en héraldique, les queues de deux serpents s'entrelaçant pour former ce nœud.